# Radonja Luka
Radonja Luka is een plaats in de gemeente Sunja in de Kroatische provincie Sisak-Moslavina. De plaats telt 74 inwoners (2001).